# Crescenzio de Theodora
Crescenzio de Theodora, noto anche come Crescenzio I e Crescenzio il vecchio, (Roma, ... – Roma, 7 luglio 984), è stato un nobile e politico italiano.

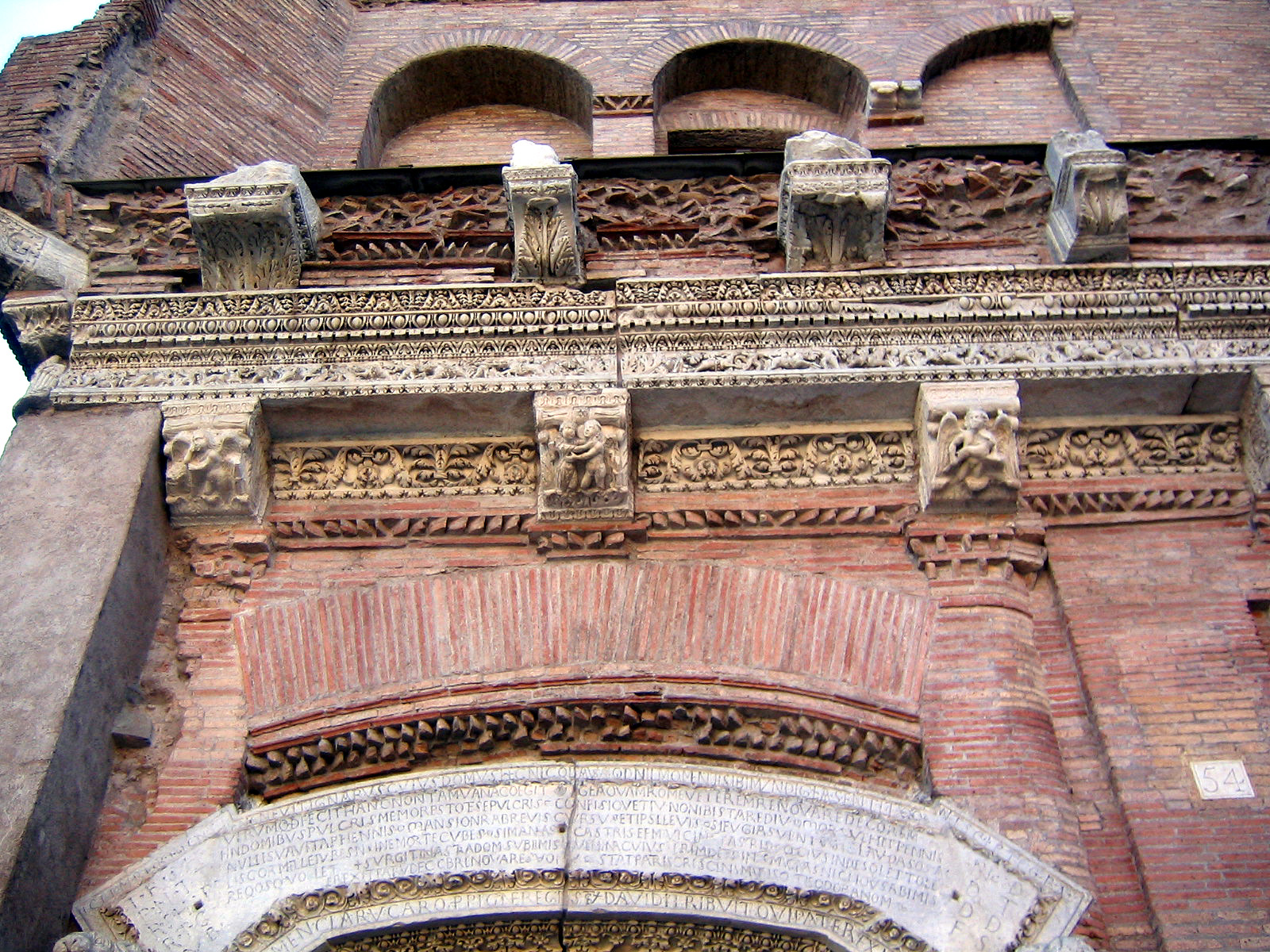
Casa di Crescenzio, presso il Tempio di Portuno.

Esercitò un forte controllo sulla città di Roma e riuscì a influenzare l'elezione pontificia.

## Quadro storico
Con la scomparsa della dinastia Carolingia il governo papale di Roma aveva perso il suo più potente protettore e i romani presero la situazione nelle loro mani.
Dall'aristocrazia locale emerse una potente famiglia, che assunse il controllo di tutti gli affari governativi a Roma, controllò le nomine al soglio pontificio e mantenne il potere per molti anni. All'inizio del X secolo la famiglia era rappresentata da Teofilatto, della famiglia dei Conti di Tuscolo, vestararius o alto dignitario del palazzo papale e del governo pontificio, da sua moglie Teodora, e le loro due figlie Marozia e Teodora. Teofilatto aveva i titoli di console e di Senator Romanorum. La famiglia dei Crescenzi era legata da matrimoni alla famiglia dei Conti di Tuscolo.
D'altro lato un Crescenzio, noto come Crescenzio de Caballo Marmoreo, è citato dal vescovo Liutprando come uno dei nobili che parteciparono al Sinodo di Roma, che depose il pontefice Giovanni XII nel 963, per ordine dell'imperatore del Sacro Romano Impero Ottone I (936-73). La sua presenza indica che in quel periodo era vicino al partito imperiale.

## Biografia
Dalla lapide che si trova alla chiesa di sant'Alessio sull'Aventino ricaviamo la data del decesso e i nomi dei genitori, Giovanni e Teodora. È ricordato appunto con il nome di quest'ultima. La lapide, riportata in Gregorovius, recita Ex magnis magna proles generatur et alta / Joanne patre Theodora matre nitescens. Nello stesso passaggio Gregorovius afferma che l'ipotesi che fosse figlio di papa Giovanni X e della senatrice Teodora è priva di fondamento.
Alcuni studiosi pensano che la madre possa essere la Teodora figlia di Teofilatto e di Teodora. Altri storici non condividono questa opinione.
Il padre Giovanni non sembra essere una figura in evidenza; potrebbe essere fratello di Crescenzio de Caballo marmoreo.
Crescenzio sposò Sergia, che ricordata, come già morta, in un documento del 989. Nello stesso documenti sono riportati i nomi dei loro figli: Giovanni di Crescenzio e Crescenzio II, detto Nomentano. Giovanni fu patrizio di Roma nel 985 e Crescenzio Nomentano fu Senator Romanorum.
Crescenzio è noto per la deposizione di papa Benedetto VI, avvenuta nel 974. Benedetto era stato imposto nel 972 da Ottone I, mentre il partito guidato da Crescenzio te Theodora aveva cercato di far eleggere Francone figlio di Ferruccio. Morto nel maggio del 973 Ottone I, la situazione in Germania era instabile e Ottone II non poteva scendere in Italia. Crescenzio insorse nell'estate del 974 e depose e imprigionò Benedetto VI a Castello. Fu quindi eletto Francone col nome di Bonifacio VII. Benedetto fu strangolato, secondo la tradizione da un clerico di nome Stefano.
Il conte Saccone, che era stato inviato da Ottone II non riuscì quindi a linerare Benedetto ma Bonifiacio fu comunque costretto ad abbandonare il soglio pontificio e a rifugiarsi a Bisanzio. A Roma fu quindi eletto, grazie all'accordo tra i Crescenzi e l'inviato imperiale un nuovo pontefice, papa Benedetto VII.
Dopo il ristabilimento dell'ordine in città, Crescenzio poté curare i suoi affari. Morì nel monastero di sant'Alessio, dove aveva trascorso come monaco gli ultimi anni della sua vita.